# Sant’Alessandro (Sanzeno)

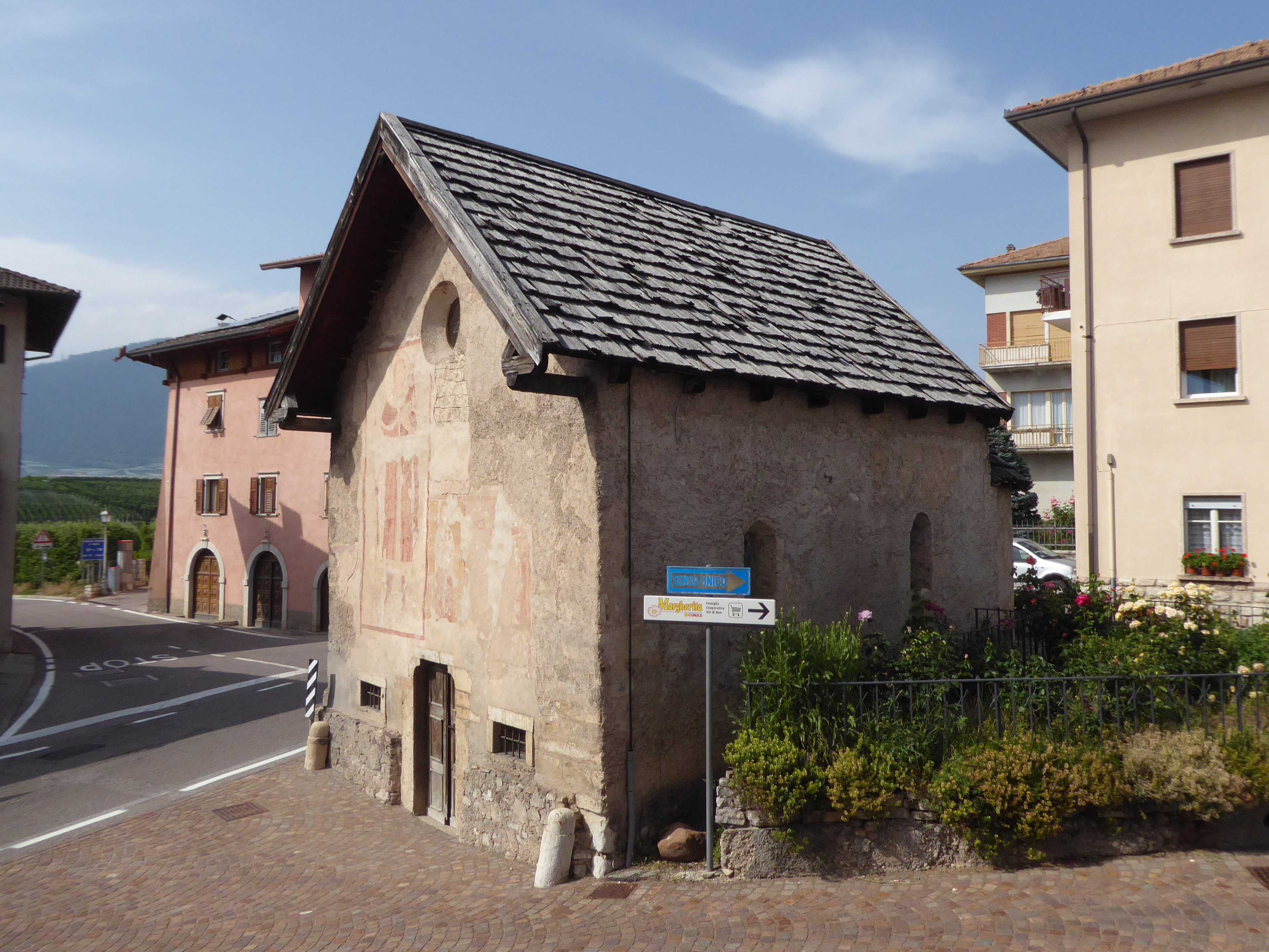
Sant’Alessandro, West- und Südfassade

Sant’Alessandro ist eine romanische Kapelle in der italienischen Gemeinde Sanzeno im Trentino.

## Geschichte
Die Kapelle wurde erstmals 1537 urkundlich erwähnt, als der Fürstbischof von Trient Bernhard von Cles bei einem Pastoralbesuch im Nonstal das Gotteshaus aufsuchte. Dem Baustil zufolge kann davon ausgegangen werden, dass sie bereits im 13. Jahrhundert errichtet wurde.
Der Legende nach wurde die Kapelle an der Stelle erbaut, an der in der Mitte des 4. Jahrhunderts die drei aus Kappadokien stammenden christlichen Märtyrer Sisinius, Martyrius und Alexander ein Gotteshaus errichtet hatten. Als Bernhard von Cles sie besuchte, befand sie sich laut zeitgenössischer Aufzeichnungen in einem schlechten Zustand und war ihres liturgischen Geräts beraubt. Auch in einem Kirchenbericht von 1579 wurde ihr verwahrloster Zustand bemängelt.
Danach wurden an dem heruntergekommenen Bau verschiedene Arbeiten ausgeführt. Noch im Laufe des 16. Jahrhunderts entstanden wahrscheinlich das steinerne Portal und der Oculus. Weitere Arbeiten am Mauerwerk wurden zu Beginn des 17. Jahrhunderts durchgeführt, nachdem der Suffraganbischof von Trient, Pietro Belli, nach seinem Besuch die Arbeiten angemahnt hatte. Für den Unterhalt des Baus kam die Vicinia auf.
Zwischen 1895 und 1896 wurde der Bau auf Kosten der Gemeinde größeren Restaurierungsarbeiten unterzogen, nachdem bereits in den 1830er Jahren einige Arbeiten durchgeführt worden waren. Bei der mit wenig Feingefühl durchgeführten Restaurierung in den 1890er Jahren gingen Teile der Fresken im Innenraum und an der Fassade unwiederbringlich verloren. Nach der Ende der Arbeiten wurde die zuvor längere Zeit geschlossene Kapelle wieder für die Liturgie geöffnet. 1971 und 1972 wurden bei weiteren Arbeiten Teile der ursprünglichen romanischen Baustruktur freigelegt, darunter die Ende des 19. Jahrhunderts übertünchten Fresken an der Westfassade, die halbrunde Apsis sowie die Monoforien an den Seitenwänden.

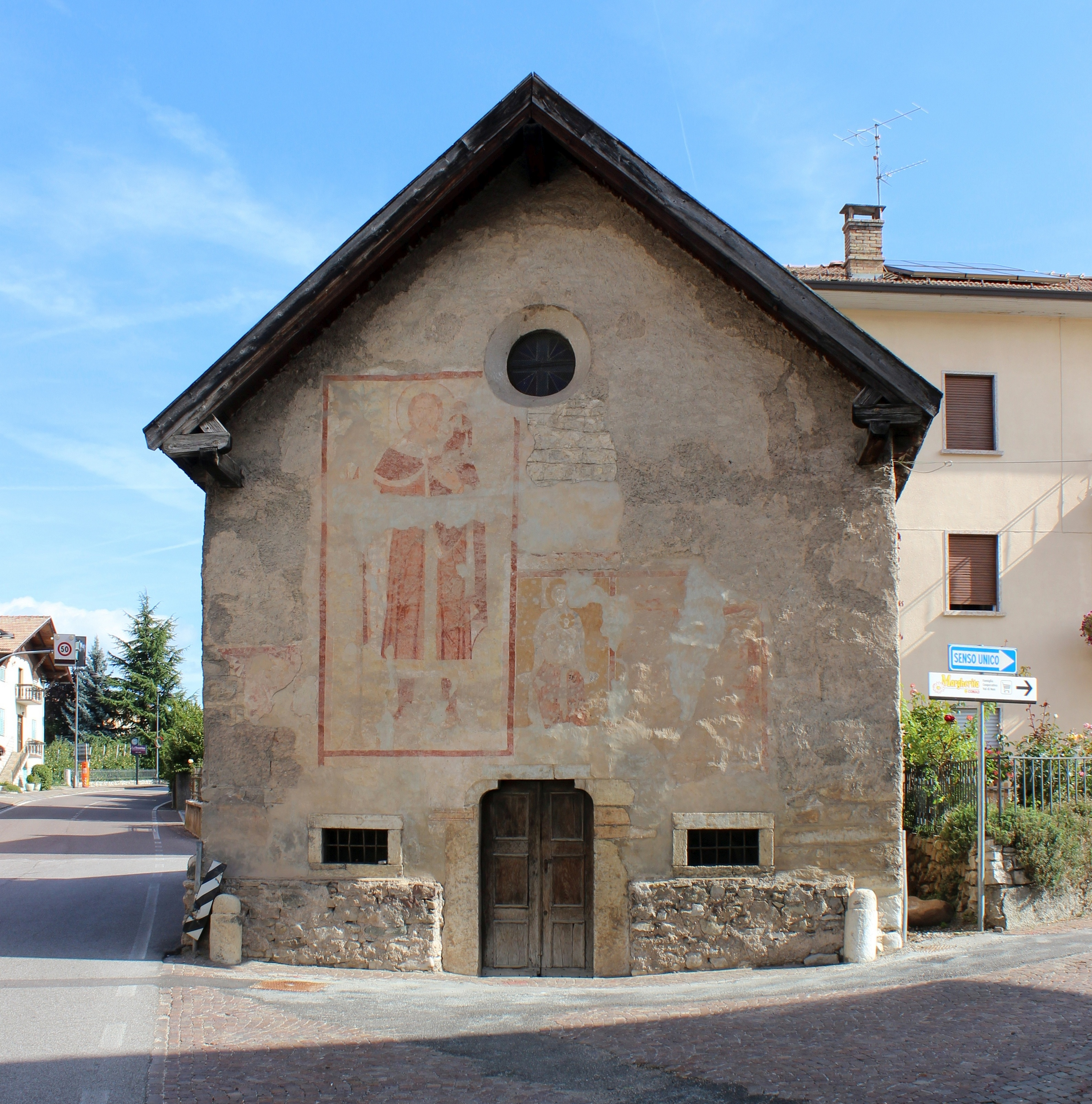
Die mit Fresken geschmückte Westfassade
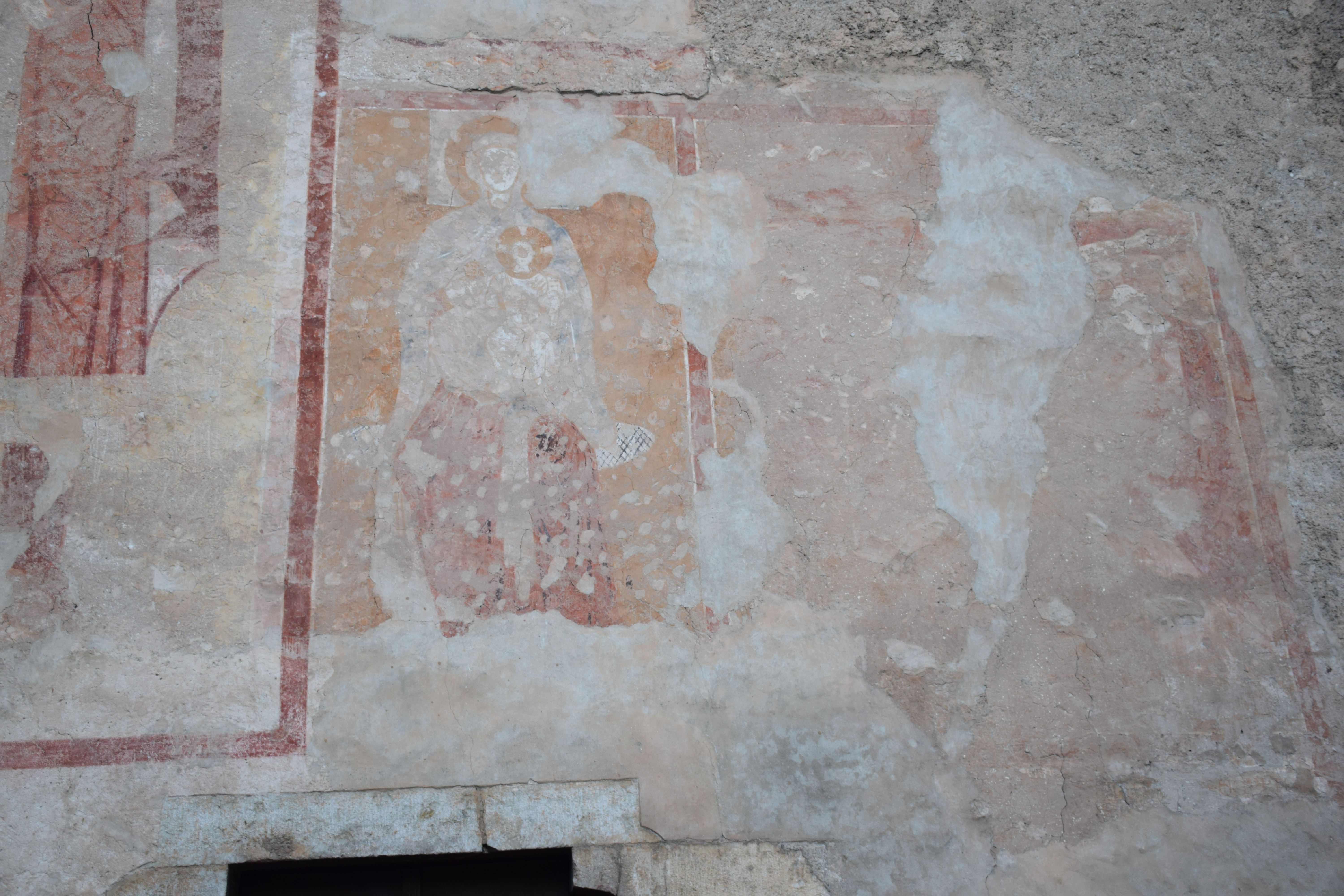
Fresko Madonna mit Kind
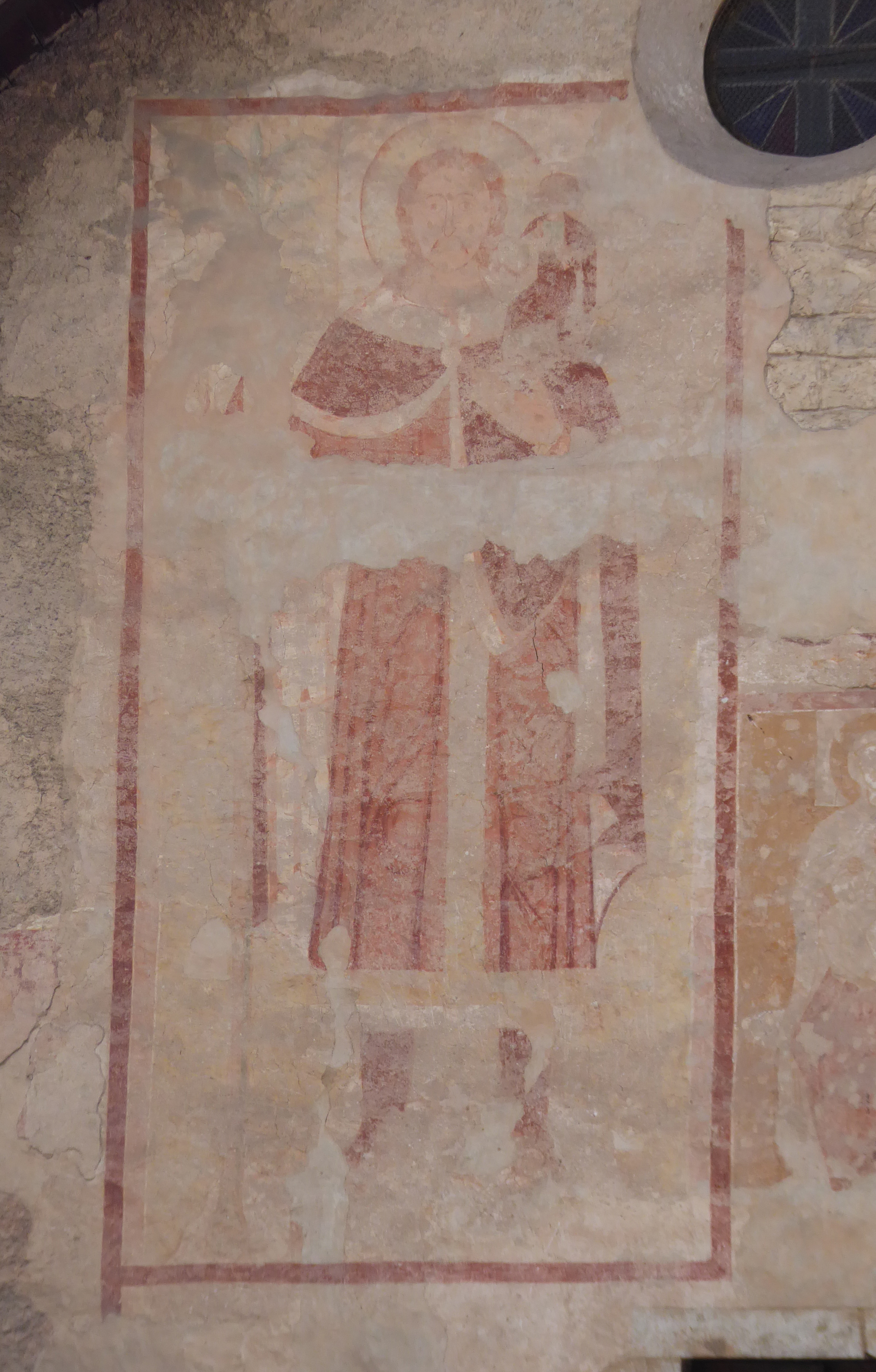
Fresko des heiligen Christopherus
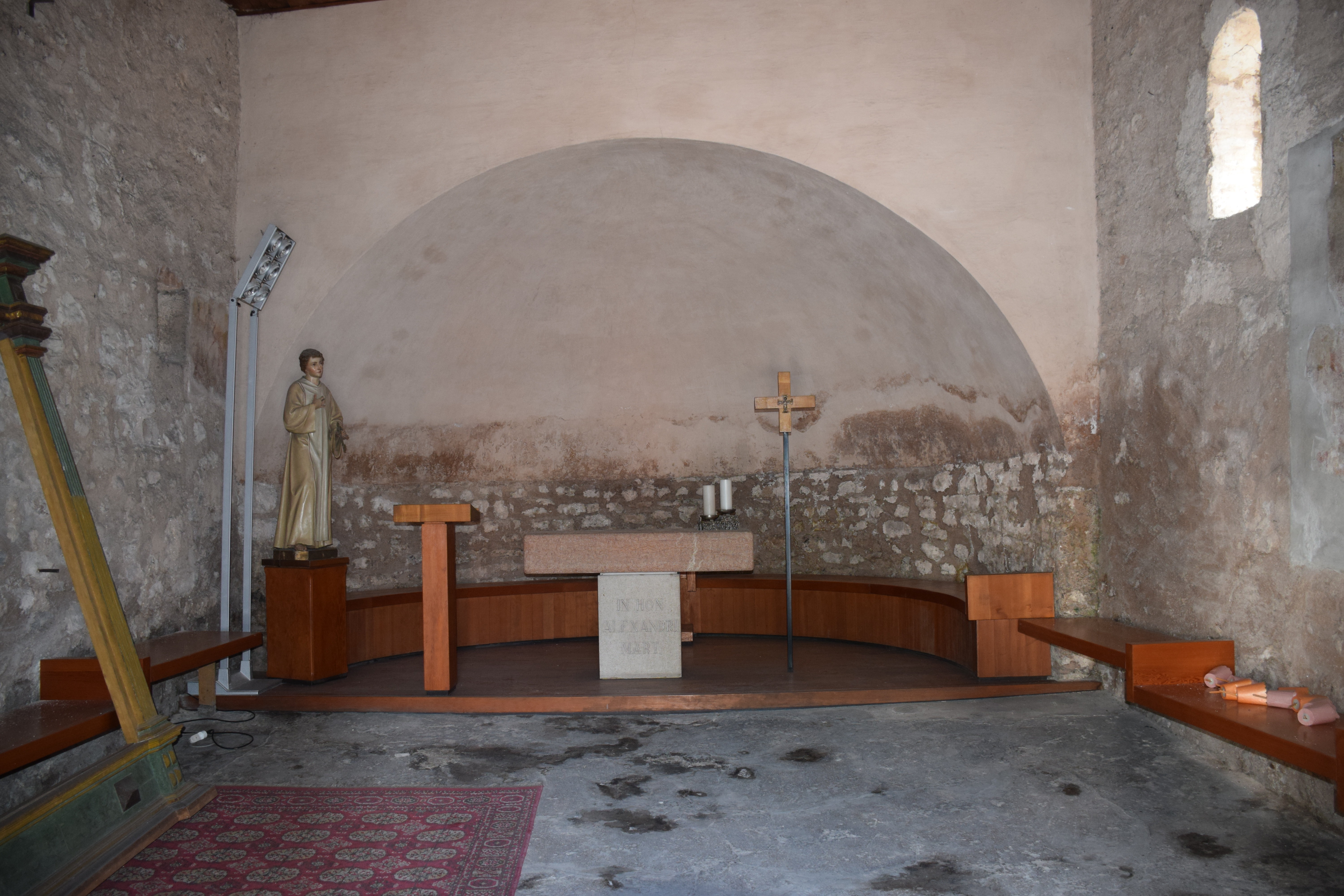
Innenraum mit Altar und Apsis

## Beschreibung
Die kleine Kapelle liegt im Ortszentrum von Sanzeno an der Rückseite der Casa de Gentili direkt an der Staatsstraße SS43dir della Val di Non.
Der einfache Aufbau der romanischen Kapelle aus dem 13. Jahrhundert ist weitgehend unverändert erhalten. Der in östlich-westlicher Richtung ausgerichtete einschiffige Bau besitzt einen ungleichmäßigen rechteckigen Grundriss und wird von einer halbrunden Apsis abgeschlossen. Die ursprünglich unverputzten Innenwände aus Bruchstein wurden später mit Fresken ausgeschmückt, die allerdings zum Großteil verschwunden sind. Lediglich an der Ostwand sind noch Spuren eines größeren, aber nicht mehr erkenntlichen Freskos erhalten. Eine Holzstatue neben dem Altar stellt den heiligen Alexander dar und stammt aus dem Ende des 19. Jahrhunderts.
Das zentral angelegte steinerne Eingangsportal an der Westfassade wird von zwei niedrigen rechteckigen und vergitterten Fenstern eingerahmt. Über dem Portal liegt unter dem überstehenden mit Schindeln aus Lärchenholz abgedeckten Satteldach der Oculus. Die Südfassade ist von zwei rundbögigen Monoforien mit Stufengewände unterbrochen, während an der Nordfassade nur ein kleines Fenster auf Höhe der Apsis zu finden ist, das mehr einer Schießscharte ähnelt.

### Fresken
Nach Bartolini war der Innenraum und die Westfassade der Kapelle wahrscheinlich vollständig mit Fresken ausgeschmückt. An der Westfassade finden sich noch die erkennbaren Reste von drei spätromanischen Fresken, die bei den Restaurierungsarbeiten Anfang der 1970er Jahre freigelegt wurden. Über dem Eingangsportal ist eine Thronende Madonna abgebildet, wobei der untere Teil des Freskos verlorengegangen ist. Rechts daneben ein nur fragmentarisch erhaltenes Kreuzigungsfresko. Links das größte und zugleich am besten erhaltene Fresko stellt den heiligen Christopherus dar, das eine der ältesten Christopherus-Darstellungen im Trentino ist. Das überdimensionale Fresko war von Weitem aus sichtbar und sollte nach dem Volksglauben die Bauern bei der Arbeit auf den Feldern schützen. Einige Autoren sehen in der Darstellung des Christopherus bereits frühgotische Einflüsse.
Nicolò Rasmo datierte die Wandfresken zunächst um das Jahr 1270 und schrieb sie zwei verschiedenen Künstlern zu, die bereits in der Burgkapelle des Schlosses Dornsberg im Vinschgau gearbeitet hatten. Später datierte er die Entstehungszeit auf die Mitte des 13. Jahrhunderts zurück, eine Wertung, die mittlerweile auch von anderen Kunsthistorikern geteilt wird. Nach Strucchi wurden die Fresken von Veroneser Künstlern angefertigt, die in der zweiten Hälfte des 13. Jahrhunderts im Hochstift Trient besonders aktiv waren.